# Amambai
Amambai is een gemeente in de Braziliaanse deelstaat Mato Grosso do Sul. De gemeente telt 34.986 inwoners (schatting 2009).